# Noor Vidts
Noor Vidts (* 30. Mai 1996 in Vilvoorde) ist eine belgische Leichtathletin, die sich auf den Siebenkampf spezialisiert hat. Ihren größten Erfolg feierte sie mit dem Gewinn der Goldmedaille im Fünfkampf bei den Hallenweltmeisterschaften 2022 und 2024.

## Sportliche Laufbahn
Erste internationale Erfahrungen sammelte Noor Vidts im Jahr 2013, als sie bei den Jugendweltmeisterschaften in Donezk mit 5289 Punkten auf den 15. Platz gelangte. Im Jahr darauf erreichte sie dann bei den Juniorenweltmeisterschaften in Eugene mit 5342 Punkten Rang 16 und 2015 wurde sie bei den Junioreneuropameisterschaften in Eskilstuna mit neuer Bestleistung von 5652 Punkten den vierten Platz. Beim Hypomeeting 2017 in Götzis verbesserte sie ihren eigene persönliche Bestmarke auf 6024 Punkte und durchbrach damit erstmals die Schallmauer von 6000 Punkten. Bei den U23-Europameisterschaften im polnischen Bydgoszcz belegte sie mit 5924 Punkten den fünften Platz und im August gewann sie bei der Sommer-Universiade in Taipeh mit 5728 Punkten die Bronzemedaille hinter der Österreicherin Verena Preiner und Alysha Burnett aus Australien. 2018 konnte sie ihren Wettkampf beim Hypomeeting nicht beenden und klassierte sich im August bei den Europameisterschaften in Berlin mit 5598 Punkten auf dem 20. Platz.
2019 verbesserte sie in Arona ihre Bestleistung auf 6194 Punkte und erreichte im Oktober bei den Weltmeisterschaften in Doha mit 5989 Punkten Rang 15. 2021 startete sie erstmals bei den Halleneuropameisterschaften im polnischen Toruń im Hallenfünfkampf und gewann dort mit neuer Bestleistung von 4791 Punkten die Silbermedaille hinter ihrer Landsfrau Nafissatou Thiam. Mitte Juni wurde sie mit 6240 Punkten Dritte beim Meeting Internacional Arona und qualifizierte sich damit über die Weltrangliste für die Olympischen Sommerspiele in Tokio, bei denen sie mit neuer Bestleistung von 6571 Punkten den vierten Platz belegte. 2022 startete sie bei den Hallenweltmeisterschaften in Belgrad und siegte dort mit neuem belgischen Rekord von 4929 Punkten. Im Juli gelangte sie bei den Weltmeisterschaften in Eugene mit 6559 Punkten auf Rang fünf und wurde anschließend bei den Europameisterschaften in München mit 6467 Punkten Vierte. 2023 machte sie bei den Halleneuropameisterschaften in Istanbul 4823 Punkte und gewann damit die Bronzemedaille im Fünfkampf hinter ihrer Landsfrau Nafissatou Thiam und Adrianna Sułek aus Polen. Im August belegte sie bei den Weltmeisterschaften in Budapest mit 6450 Punkten den sechsten Platz im Siebenkampf. Im Jahr darauf verteidigte sie als erste Athletin im Fünfkampf mit 4773 Punkten ihren Titel bei den Hallenweltmeisterschaften in Glasgow. Im Juni sicherte sie sich bei den Europameisterschaften in Rom mit 6596 Punkten die Bronzemedaille im Siebenkampf hinter ihrer Landsfrau Nafissatou Thiam und Auriana Lazraq-Khlass aus Frankreich. Anschließend gewann sie bei den Olympischen Sommerspielen in Paris mit 6707 Punkten die Bronzemedaille hinter Thiam und der Britin Katarina Johnson-Thompson.
In den Jahren 2019 und 2020 wurde Vidts belgische Meisterin im Siebenkampf sowie 2017 und 2018 Hallenmeisterin im Fünfkampf und 2024 über 60 Meter Hürden.

## Persönliche Bestleistungen
- 100 m Hürden: 13,10 s (−0,1 m/s), 8. August 2024 in Paris
  - 60 m Hürden (Halle): 8,15 s, 18. März 2022 in Belgrad
- Siebenkampf: 6707 Punkte, 9. August 2024 in Paris
  - Fünfkampf (Halle): 4929 Punkte, 18. März 2022 in Belgrad